# 相如县
相如县，中国南北朝设置的县。
南梁天监六年（507年），在今四川省蓬安县境设相如县。由安汉县分设，亦为梓潼郡治所。命名为相如县是因为西汉司马相如在此地有“故宅、别业”。
唐朝时，属果州。明朝洪武四年（1371年），废相如县入蓬州。